# Cantón de Varennes-sur-Allier
El cantón de Varennes-sur-Allier era una división administrativa francesa que estaba situada en el departamento de Allier y la región de Auvernia.

## Composición
El cantón estaba formado por quince comunas:
- Billy
- Boucé
- Créchy
- Langy
- Magnet
- Montaigu-le-Blin
- Montoldre
- Rongères
- Saint-Félix
- Saint-Gérand-le-Puy
- Saint-Germain-des-Fossés
- Saint-Loup
- Sanssat
- Seuillet
- Varennes-sur-Allier

## Supresión del cantón de Varennes-sur-Allier
En aplicación del Decreto nº 2014-265, de 27 de febrero de 2014, el cantón de Varennes-sur-Allier fue suprimido el 22 de marzo de 2015 y sus 15 comunas pasaron a formar parte; catorce del nuevo cantón de Saint-Pourçain-sur-Sioule y una del nuevo cantón de Vichy-1.